# Livermorium
Le livermorium (symbole Lv) est l'élément chimique de numéro atomique 116. Il correspond à l'ununhexium (Uuh) de la dénomination systématique de l'IUPAC, et est encore appelé élément 116 dans la littérature. Il a été synthétisé pour la première fois en juillet 2000 par la réaction 248Cm (48Ca, 3n) 293Lv au Joint Institute for Nuclear Research (JINR) à Doubna, en Russie. L'IUPAC a validé son identification le 1er juin 2011, et lui a donné nom définitif le 30 mai 2012 en référence au Laboratoire national de Lawrence Livermore situé à Livermore, en Californie.
Il s'agit d'un transactinide très instable dont les quatre isotopes connus sont très radioactifs. Leur masse atomique est comprise entre 290 et 293, ce dernier nucléide ayant la période radioactive la plus longue des quatre, voisine de 60 ms. Dans le tableau périodique, il est situé sous les métaux pauvres, mais son appartenance à une famille d'éléments chimiques n'est pas établie.

## Synthèse
Cet élément a été synthétisé pour la première fois le 19 juillet 2000 par l'équipe du professeur Iouri Oganessian, du Flerov Laboratory of Nuclear Reactions — alias FLNR, un laboratoire de l'Institut unifié de recherches nucléaires (JINR) — à Doubna, en Russie, en projetant des ions calcium 48 sur une cible de curium 248 :
48
20Ca + 248
96Cm ⟶ 296
116Lv* ⟶ 293
116Lv + 3 1
0n.
Cette réaction avait dans un premier temps été analysée comme ayant formé du 292Lv (d'où le titre de l'article publié par Oganessian et son équipe) en raison de son produit de désintégration α identifié au départ comme du 288Fl ; ce dernier fut requalifié en 289Fl, impliquant du même coup que l'isotope de livermorium observé fut nécessairement du 293Lv.
Une autre expérience a été menée en avril-mai 2001, aboutissant à la synthèse de deux nouveaux atomes de livermorium. Puis huit atomes de 293Lv ont été observés quatre ans plus tard, ainsi que le premier atome de 292Lv après émission de quatre neutrons :
48
20Ca + 248
96Cm ⟶ 296
116Lv* ⟶ 292
116Lv + 4 1
0n.
Les observations expérimentales sont en accord avec le modèle de l'effet tunnel,.

## Isotopes
Le livermorium possède 4 isotopes connus, tous instables et ayant un nombre de masse s'étendant de 290 à 293. Parmi ceux-ci, l'isotope possédant la plus longue période radioactive est 293Lv, avec une demi-vie de 53 ms.